# Campeonato Sudamericano y Centroamericano de Balonmano Femenino de 2021
El Campeonato Sudamericano y Centroamericano Femenino de Balonmano de 2021 fue la segunda edición del Campeonato Sudamericano y Centroamericano Femenino de Balonmano. Sirvió de clasificación para el Campeonato Mundial de Balonmano Femenino de 2021, yendo los tres primeros clasificados del torneo directamente.
El método elegido para el torneo fue de tipo round robin, jugando las seis selecciones clasificadas todas entre sí.
Brasil se coronó campeona por segunda ocasión consecutiva sobre Argentina.

## Clasificación
| Equipo    | J | G | E | P | GF  | GC  | DG   | PTS |
| --------- | - | - | - | - | --- | --- | ---- | --- |
| Brasil    | 5 | 5 | 0 | 0 | 158 | 79  | 79   | 10  |
| Argentina | 5 | 4 | 0 | 1 | 167 | 78  | +89  | 8   |
| Paraguay  | 5 | 2 | 1 | 2 | 152 | 128 | 24   | 5   |
| Uruguay   | 5 | 1 | 2 | 2 | 145 | 127 | 18   | 4   |
| Chile     | 5 | 1 | 1 | 3 | 149 | 125 | 24   | 3   |
| Bolivia   | 5 | 0 | 0 | 5 | 36  | 270 | -234 | 0   |

## Resultados

### 5 de octubre
- Brasil 39-22  Chile
- Argentina 57-2  Bolivia
- Paraguay 25-25  Uruguay

### 6 de octubre
- Bolivia 9-71  Paraguay
- Uruguay 18-36  Brasil
- Chile 17-26  Argentina

### 7 de octubre
- Brasil 10-0[nota 1]  Bolivia
- Chile 21-21  Uruguay
- Argentina 29-13  Paraguay

### 8 de octubre
- Bolivia 13-66  Chile
- Argentina 33-15  Uruguay
- Paraguay 17-42  Brasil

### 9 de octubre
- Uruguay 66-12  Bolivia
- Paraguay 26-23  Chile
- Brasil 31-22  Argentina

## Goleadoras
| Pos. | Jugadora          | Goles |
| ---- | ----------------- | ----- |
| 1    | Valeska Lovera    | 38    |
| 2    | Rosario Urban     | 32    |
| 3    | Jéssica Quintino  | 28    |
| 4    | Romina Ramírez    | 25    |
| 4    | Fátima Acuña      | 25    |
| 6    | Malena Cavo       | 22    |
| 6    | Jessica Fleitas   | 22    |
| 8    | Elke Karsten      | 19    |
| 8    | Fernanda Insfrán  | 19    |
| 8    | Viviana Ferrari   | 19    |
| 8    | Catalina Tournier | 19    |

### Equipo ideal
El equipo ideal fue anunciado el 11 de octubre de 2021.
| Posición          | Jugadora            |
| ----------------- | ------------------- |
| Portera           | Renata Arruda       |
| Extremo derecho   | Jéssica Quintino    |
| Extremo izquierdo | Fátima Acuña        |
| Pivote            | Tamires Morena Lima |
| Central           | Ana Paula Belo      |
| Lateral derecho   | Malena Cavo         |
| Lateral izquierdo | Elke Karsten        |